# 澳洲天然氣網絡
澳洲天然氣網絡（英語：Australian Gas Networks，前稱：Envestra，前澳洲證券交易所上市編號：ENV ）是澳洲最大天然氣配氣商，主要服務澳洲南澳洲、維多利亞州、昆士蘭州、新南威爾士州及北領地，客戶人數超過120萬。

## 历史
Envestra原本最大股東為APA，而長江基建亦持有Envestra　17.46%股權。2013年，APA向股東提出以每股1.31澳元全購Envestra，代價包括APA股份及現金。2014年，長江基建聯同長江實業及電能實業合組財團宣布以每股1.32澳元全現金的作價購入Envestra全部股權。扣除長建持有的17.46%股權，實際金額收購金額為144億港元。
2014年10月17日，Envestra從澳洲證券交易所除牌。同月，Envestra易名為Australian Gas Networks。

## 外部連結
- Australian Gas Networks （页面存档备份，存于）